# 太郎山

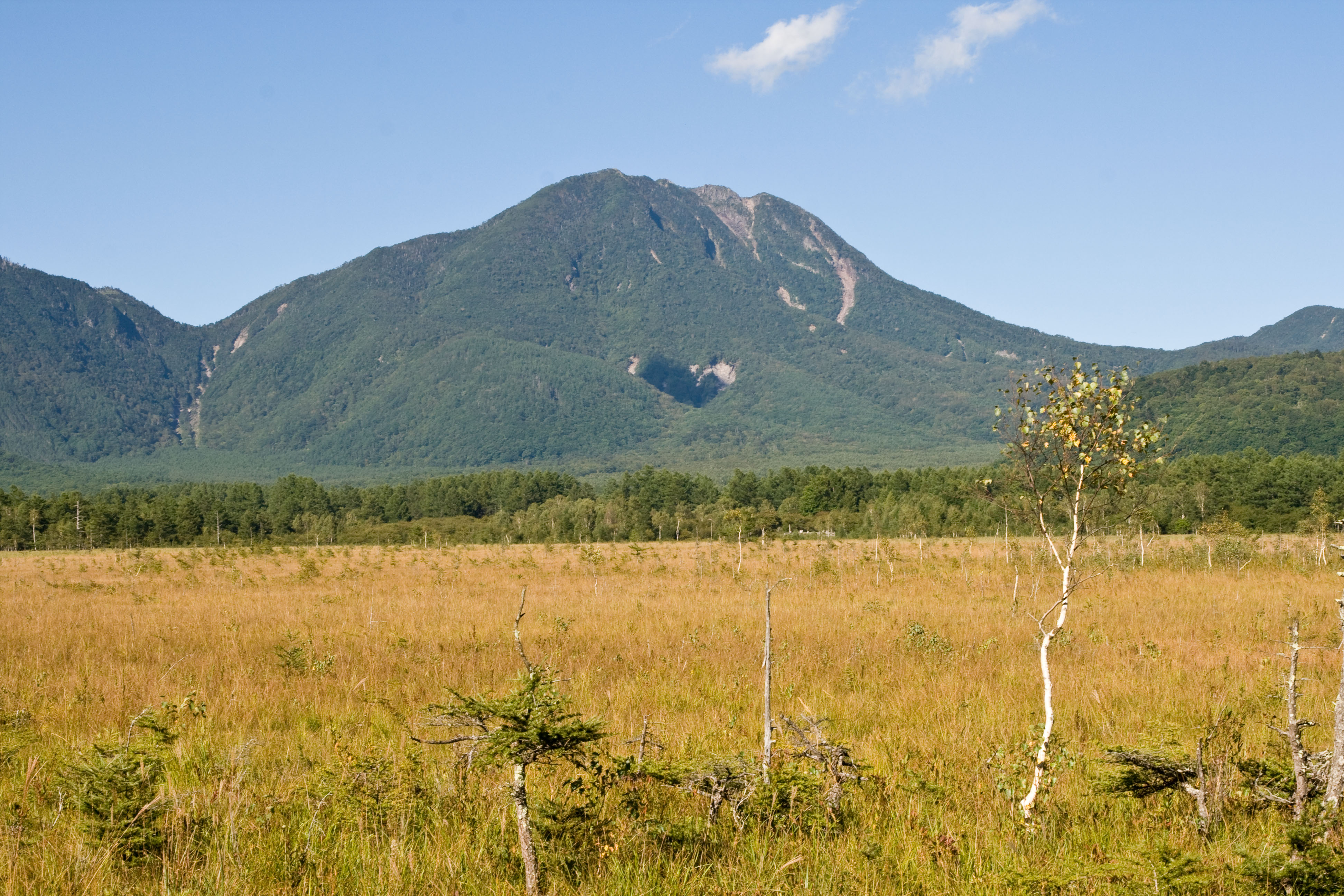
太郎山

太郎山（日语：たろうさん）是位於日本栃木縣日光市的一座標高2,368米的火山，也是日本三百名山之一。太郎山屬於那須火山帶日光火山群，曾是舊日光市和舊栗山村（現在和日光市合併）的交界處。太郎山是一座成層火山，山名系因為該山位於男體山和女峰山之間而被視為是這兩座山的「長男」。太郎山是日光三山之一，自古就是山岳信仰的對象。